# Ben Gillies
Benjamin David Gillies, född den 24 oktober 1979 i Newcastle, Australien, är en trummis och låtskrivare i Silverchair och medlem i bandet Tambalane.